# Sony Ericsson J230
A Sony Ericsson J230i nevű mobiltelefont 2006-ban adták ki. Ez a nevéből adódóan (J) Junior kategóriás készülék. A telefon legfőbb funkciója a rádió, mely külön (Fel) nyomógombot is kapott.

## Készülékadatok
- GSM 900/1800
- 65536 színárnyalatú kijelző, felbontása 128x128 pixel.
- 500 KB belső memóriával rendelkezik.
- GPRS, WAP, SMS, MMS
- A készülékhez tartozó kiegészítők: töltő és fülhallgató.

## Külső hivatkozások
- sonyericsson.com
- esato.com
- gsmarena.com